# Donatien Urbin
Donatien Urbin est un corniste français né le 24 mai 1809 à Poitiers et mort le 6 septembre 1857. 

## Biographie
Donatien Urbin naît le 24 mai 1809 à Poitiers,.  
Élève de Louis François Dauprat, il obtient en 1830 un 1er prix de cor au Conservatoire de Paris,.  
Comme musicien, il est membre de la Musique de la Garde nationale, joue aux concerts Musard et aux bals Valentino, et fait également partie de la Société des Concerts du Conservatoire,.  
Le 1er avril 1841, il entre à l'Orchestre de l'Opéra de Paris,.  
Outre ses activités de corniste interprète, Urbin s'intéresse à la facture instrumentale. Il travaille notamment à la mise au point du cor à 3 pistons afin de pallier les lacunes sonores du cor à 2 pistons inventé en 1833. En 1844, il présente l'instrument à l'Académie des beaux-arts de l'Institut. Carafa, dans son rapport, souligne que sur ce nouvel instrument tous les sons existent, justes et sonores, et qu'il « est permis à l'exécutant d'émettre des sons graves naturels inconnus jusqu'à présent » et de « produire toute l'échelle chromatique de son étendue en sons naturels ».  
Comme pédagogue, Donatien Urbin est l'auteur d'une Méthode de cor à 3 pistons (1854), sur la couverture de laquelle il est indiqué qu'il enseigne au Gymnase musical militaire,.
Il meurt le 6 septembre 1857,.